# 정읍사
정읍사(井邑詞)는 지금까지 남아 전해지는 유일한 백제의 노래이다. 한글로 기록되어 전하는 노래 중 가장 오래된 것으로서 신라 경덕왕(景德王) 이후 구백제(舊百濟)에 유행하던 민간노래인 듯하며, 고려·조선 때 궁중음악으로 쓰였다.
《고려사》 악지(樂志)에, "정읍(井邑)은 전주의 속현인데 그 현인이 행상을  나가 오래도록 돌아오지 않으매 그 아내가 근처 바위에 올라 바라보며 남편이 밤에 다니다가 해를 입을까 함을 이수(泥水)에 탁(托)하여 노래하였다 하는 바, 세상에 전하기는 등점망부석이 있다"고 기록되어 남편을 기다리는 행상의 아내가 부른 노래라 한다.
《악학궤범》에 이 노래의 가사가 실려 있어 그 원형은 알 수 없어도 소박한 표현 속에 면면한 향토적인 서정과 여심이 깃들어 있음을 알 수 있다.

## 가사
전강(前腔)
ᄃᆞᆯ하 노피곰 도ᄃᆞ샤
어긔야 머리곰 비취오시라
어긔야 어강됴리
소엽(小葉)
아흐 아으 다롱디리
후월공 전(後月空 全)
져재 녀러신고요
어긔야 즌ᄃᆡ랄 드ᄃᆡ욜셰라
어긔야 어강됴리
과편(過篇)
어느이다 노코시라
금선조(金善調)
어긔야 내가논ᄃᆡ 졈그ᄅᆞᆯ셰라
어긔야 어강됴리
소엽(小葉)
아으 다롱디리
이 노래는 남편이 오래도록 돌아오지 않음에도 이를 조금도 원망하지 않고 몸이나 편안히 다니시라고 달에게 축원하는 아름다운 여심의 간절한 표현이다.  이 노래에서 달은 곧 천지신명(天地神明)을 뜻하며 이를 향해 여인이 축원하는 것으로 되어 있다. <정읍사>가 음악으로 이렇게 작곡된 것은 고려 충렬왕(忠烈王) 때일 것이다.

## 참고 자료
- 이 문서에는 다음커뮤니케이션(현 카카오)에서 GFDL 또는 CC-SA 라이선스로 배포한 글로벌 세계대백과사전의 내용을 기초로 작성된 글이 포함되어 있습니다.